# Dorsum Higazy
Il Dorsum Higazy è una catena di creste lunari intitolata allo scienziato egiziano Riad Higazy nel 1976. Si trova nel Mare Imbrium e ha una lunghezza di circa 60 km.